# Негрич Дмитро
Дмитро Негрич, (Псевдо «Мороз») (* 26 липня 1909, с. Вижній Березів, Косівський район, Івано-Франківська область — † 19 вересня 1945, с. Баня-Березів, Косівський район, Івано-Франківська область) — командир «Березівської» сотні УПА.

## Життєпис
Народився 26 липня 1909 у селі Вижній Березів (тепер Косівський район Івано-Франківська область).
У липні 1941 року загін під його керівництвом чинить опір угорським загарбникам.
Згодом організатор відділів Української Народної Самооборони на Косівщині. 1-й командир «Березівської» сотні УПА.
Наприкінці 1944 року поранений у бою біля села Шепіт, лікувався.
Загинув 19 вересня 1945 на хуторі Мерішир села Баня-Березів Косівського району

## Нагороди
Згідно з Виказом відзначених крайового військового штабу УПА-Захід від 1.09.1946 р. старший булавний УПА, командир сотні УПА «Березівська» куреня «Карпатський» Дмитро Негрич — «Мороз» нагороджений Бронзовим хрестом бойової заслуги УПА.

## Вшанування пам'яті
- У рідному селі Вижній Березів встановлено пам'ятник.
- 23.05.2018 р. від імені Координаційної ради з вшанування пам'яті нагороджених Лицарів ОУН і УПА у м. Косів Івано-Франківської обл. Бронзовий хрест бойової заслуги УПА (№ 067) переданий Павлові Тарасенкові, правнуку Дмитра Негрича — «Мороза».